# Pomarea dimidiata
Pomarea dimidiata là một loài chim trong họ Monarchidae.